# Aldrig ska jag sluta älska dig
Aldrig ska jag sluta älska dig med musik af Jesper Winge Leisner og tekst af Jonas Gardell blev skrevet til filmen "Livet är en schlager" fra 2000, hvor den blev sunget af Helena Bergströms rollefigur. Jonas Gardell fremførte sangen som et pausenummer under Melodifestivalen 2003, hvor han og Mark Levengood var værter.
Jonas Gardell indspillede den og den kom da ind på Svensktoppen, hvor den lå i 22 uger i tiden 8. oktober 2006-11. marts 2007 inden at den forlod listen, med en andenplads som højeste placering. Tidligere er den blandt andet blevet sunget af The Ark, Johanna Bjurensted og Lotta Engberg (2005).